# Antoni Febrer i Cardona
Antoni Febrer i Cardona (Maó, Menorca 22 de novembre 1761–16 de febrer de 1841), fou un gramàtic, lexicògraf, traductor i poeta menorquí que va viure a cavall dels segles xviii i xix. Va ser un dels principals membres del que va anomenar-se Grup Il·lustrat Menorquí, juntament amb Joan Ramis i Ramis i Joan Roca Vinent amb qui formà part de la Societat Maonesa de Cultura, que a partir de finals del segle xviii va remoure culturalment l'illa. Fou un defensor de la llengua i la cultura pròpies en un context de castellanització progressiva de l'administració i la cultura de l'illa.

## Biografia
Nascut en una família benestant en plena dominació francesa de l'illa, dos anys abans que s'iniciés un segon període de dominació britànica que es perllongaria fins al 1782, visqué la implantació definitiva de les armes espanyoles, amb un breu parèntesi d'ocupació militar anglesa, entre 1789 i 1802. La seva família tenia un alt poder adquisitiu, era propietària de grans extensions de terreny. Va estudiar advocacia a Avinyó (Occitània). En aquella època era molt normal que els fills de la burgesia menorquina acabessin els estudis a França en comptes d'acabar-los a Cervera o Barcelona. Com que tenia la vida solucionada, gràcies a la posició de la seva família, va poder dedicar la seva vida a la seva gran passió que eren les lletres. Va ser una persona molt segura en les seves conviccions i, encara que a l'època el castellà era la llengua dominant, el seu amor a la seva llengua materna, el català, el va fer escriure tota la seva obra únicament en català. Segons Maria Paredes, com ja hem apuntat abans, això podria ser una de les causes que la seva obra hagués estat oblidada i ni tan sols impresa, ja que era difícil que els editors volguessin editar obres en català.
Era posseïdor d'una gran biblioteca familiar i va dedicar bona part de la seva obra als estudis filològics sobre la llengua catalana, va traduir clàssics llatins, va crear obres religioses, etc. Tingué una extensa producció de la qual es conserven gairebé un centenar d'obres, però sols va poder gaudir d'una publicació en vida, L'exercici del Via Crucis (1811). Finalment, tot i que era un gran admirador de la cultura francesa, el 1812, durant la guerra contra Napoleó, va ser nomenat diputat per Menorca a la Junta Suprema de Govern de les Balears, cosa que ens demostra que encara que la seva obra podia ser poc coneguda, fou una persona amb un cert prestigi social i rellevància pública a l'illa.

## Obres
Jordi Carbonell va descobrir bona part de l'obra d'Antoni Febrer, ja que va ser un dels únics que va tenir accés a la biblioteca privada de la família Febrer on va descobrir els manuscrits originals de les obres que no s'havien imprès mai. Entre les obres que hi va trobar hi havia Principis de la lectura menorquina (1804), però estava signat amb un pseudònim, «un mahonès». Després d'investigar-ne l'origen i la manera com estava escrita, va arribar a la conclusió que l'havia escrit el mateix Febrer. Estudis posteriors, però, han demostrat que l'autor real va ser Joaquim Pons i Cardona, cosí d'Antoni Febrer.
La gramàtica que sí que va escriure Febrer en van ser, en realitat, dues, però la segona va ser una revisió de la primera. Aquesta gramàtica es titula Principis generals de la llengua menorquina o Modo d’aprendre a llegir, parlar i escriure aquesta llengua (1804) i la segona, Principis generals i particulars de la llengua menorquina (1821). Al mateix any, escriu Resposta a alguns dubtes sobre els principis generals i particulars establerts en la gramàtica menorquina (1821) i tres anys més tard Notes sobre la pronúncia i l’ortografia menorquina (1824). Tot i que en el títol, Febrer parli de «llengua menorquina», l'autor especifica en el pròleg que és conscient que el menorquí és un dialecte de la llengua catalana, però creia oportú parlar de menorquí pel fet que l'obra inclou alguns trets dialectals propis de l'illa. Malgrat això, creu que l'obra pot ser útil per la resta de parlants de català, tant per «mallorquins, catalans i valencians». És una gramàtica, o una guia, que la fa diferent de les normes que hi havia en aquell moment. Gràcies a l'extensa biblioteca familiar va poder llegir traduccions dels clàssics i com que va estudiar a França, va poder agafar moltes idees noves que arribaven d'Europa. A més, també va escriure tres gramàtiques del francès i un extens Diccionari menorquí-espanyol-francès-llatí.
Antoni Febrer, com Baldiri Reixach, creia que el jovent havia d'aprendre a parlar molt bé el menorquí, perquè considerava que això els seria de molta utilitat per aprendre altres llengües. Per ell, aprendre altres llengües era molt important, però per fer-ho, primer calia saber parlar correctament el català.
La seva gramàtica no es va publicar fins al 1966, cent seixanta-dos anys més tard, i en aquest moment els historiadors de la llengua van començar a adonar-se de la importància d'Antoni Febrer i Cardona dins de la història de la llengua catalana. De fet, Febrer destaca pel caràcter innovador i racional de les seves idees gramaticals, fortament influïdes per les gramàtiques franceses del moment, entre les quals destaca la de De Waille. La seva obra influirà a gramàtics menorquins de principis del segle xix com Juli Soler. A més, a Principis generals i particulars de la llengua menorquina (1821) va fer un estudi de la fonologia catalana que és gairebé igual als estudis del segle xx. D'altra banda, les normes de l'apòstrof i del guionet són molt semblants a les Normes de l'Institut d'Estudis Catalans del 1913.
A banda de la seva obra com a gramàtic i lexicògraf, Febrer també escrigué Recopilació de les cobles que es cantaven antigament en les festes d’alguns sants advocats, una compilació de poesia popular; Compendi de la poesia menorquina o principis en què se funden les regles a les quals els versos estan subjectes (1818), traduccions del llatí com les Bucòliques de Virgili (1808), les Faules de Fedre (1808) o els llibres De la Vellesa, l'Amistat, les Paradoxes i el Somni d’Escipió, de Ciceró (1807). També va escriure altres obres de poesia o de temàtica religiosa. Tot i que la seva producció fou molt extensa i escrigué prop d'un centenar d'obres, només va poder publicar L'exercici del Via Crucis (1811) durant la seva vida.
De fet, aquest és un dels fets que més va sobtar Carbonell quan va tenir accés a la seva biblioteca on va trobar els manuscrits originals, que no s'havien imprès mai. En una carta que troba, Febrer explica al comte d'Aiamans, amb qui té diversos debats lingüístics i ortogràfics, que a Menorca ningú no li vol imprimir la seva gramàtica. Li demana si pot trobar un editor a Palma i que a canvi ell no vol diners, només una dotzena d'exemplars, inclosos un per al comte i un per a ell. Els editors no arriscaven els seus diners per imprimir obres en català, només imprimien en castellà per assegurar-se les vendes.